# Ștefan Fălcoianu
Ștefan Fălcoianu (n. 6/18 iunie 1835, București, Țara Românească – d. 22 ianuarie/4 februarie 1905, București, România) a fost un general, matematician, istoric și politician român. Membru titular și vicepreședinte al Academiei Române.

## Activitate
A absolvit Școala Militară de Ofițeri din București (1856), după care, în perioada 1860-1862, domnitorul Alexandru Ioan Cuza l-a trimis în Franța pentru a urma cursurile Școlii Imperiale de Aplicații de Stat Major și ale Școlii Politehnice din Paris, fiind atașat pe lângă Statul Major al Armatei Franceze. Întors în țară, este numit în anul 1864 șef de cabinet al ministrului de Razboi Savel Manu. A îndeplinit numeroase alte funcții de răspundere în cadrul armatei române: profesor la Școala Militară de Ofițeri, ajutor al șefului Directiei Stabilimentelor de Artilerie, șef de stat major al Diviziei 1 Militare Teritoriale. În ianuarie 1869 este pus în neactivitate de serviciu și este numit secretar general al Ministerului Lucrărilor Publice, iar în perioada 5 mai 1876 - 5 aprilie 1877 este director general al Poștelor si Telegrafului. În timpul Razboiului de Independență de la 1877, revine în rândurile armatei și îndeplinește funcția de director general al Administrației Centrale a Ministerului de Război, iar la data de 20 octombrie 1877 este numit șef al Statului Major al Armatei Române de Operații. În anul 1883 este avansat la gradul de general de brigadă. 
Ca șef al Marelui Stat Major și ministru de Război (1884-1886), a avut un rol semnificativ în perfecționarea sistemului de apărare a Romaniei, în elaborarea și aplicarea Legii asupra organizării comandamentelor militare (1882), în elaborarea și aplicarea Legii asupra administrației militare (1883), înfiintarea celor patru corpuri de armată în locul diviziilor militare teritoriale (1882-1884), demararea lucrărilor pentru Cetatea Bucureștilor și a regiunii fortificate Focșani-Nămoloasa-Galati, înființarea Consiliului Superior al Armatei (1878), înființarea Comitetului Consultativ de Stat Major. Sub mandatul său s-a adoptat Decretul de organizare a Marelui Stat Major, pe baza normelor moderne, de tip prusian, și a învățămintelor din 1877-1878. Din 1894, Marele Stat Major a devenit direcție specială în cadrul Ministerului de Război subordonată direct ministrului. Printre preocuparile sale se numără și perfecționarea instrucției și a pregătirii de luptă. Astfel, au fost revizuite, după 1879, principalele acte regulamentare destinate forțelor terestre, și anume Regulamentul de luptă al infanteriei. Opera vieții sale rămâne Școala Superioară de Război, astăzi Universitatea Naționala de Apărare, înființată la 8 august 1889, unde el însuși a oficiat. Este și fondator al revistei "România Militară". De la Ștefan Fălcoianu s-a pastrat „Istoria razboiului din 1877-1878, ruso-romano-turc”, concepută și predată sub formă de lecții la Școala Superioară de Război. Ca senator, de mai multe ori a luat poziție în problemele întăririi capacității defensive a României, combătând ideea cu privire la inutilitatea și periculozitatea fortificațiilor ce se executau pentru apărarea țării la sfârșitul secolului al XIX-lea și începutul secolului XX.